# Leucania ankaratra
Leucania ankaratra är en fjärilsart som beskrevs av Charles E. Rungs 1955. Leucania ankaratra ingår i släktet Leucania och familjen nattflyn. Inga underarter finns listade i Catalogue of Life.